# Saint-Didier-au-Mont-d'Or
Pour les articles homonymes, voir Saint-Didier.
Saint-Didier-au-Mont-d'Or est une commune française située dans la métropole de Lyon, dans le département du Rhône, en région Auvergne-Rhône-Alpes. Elle est limitrophe de Lyon. Il s'agit de la commune la plus aisée du département.
Ses habitants sont les Désidériens.

## Géographie
Saint-Didier-au-Mont-d'Or est situé sur les crêtes formant les contreforts sud du petit massif du Mont d'Or, à côté du 9e arrondissement de la ville de Lyon. C'est une des communes résidentielles les plus riches de la banlieue lyonnaise. En 2007, c'est la seconde commune de province en revenu par habitant (30 538 euros contre une moyenne nationale de 15 849 euros),.
Le vallon de Rochecardon sépare la ville de Lyon du centre de Saint-Didier.

### Hydrographie
- Ruisseau de Rochecardon.

### Communes limitrophes
Le territoire de la commune, tout en longueur, s'étend du 9e arrondissement de Lyon (quartiers de Vaise et de Saint-Rambert-l'Île-Barbe) au sud-sud-est, jusqu'à Poleymieux-au-Mont-d'Or au nord.

### Voies de communication et transports

#### Desserte routière
La commune est traversée du nord au sud par un axe de circulation principal qui la relie à Lyon, formé des avenues Ampère, Jean-Jaurés, de la République et Pasteur.

#### Transports en commun
La commune est desservie par les lignes TCL , reliant la gare de Lyon-Vaise dans le 9e arrondissement de Lyon au quartier de Saint-Fortunat, , reliant la gare de Lyon-Vaise à la rocade des Monts D'or et , reliant la gare de Lyon-Vaise à Neuville-sur-Saône.

### Climat
Pour des articles plus généraux, voir Climat d'Auvergne-Rhône-Alpes et Climat du Rhône.
En 2010, le climat de la commune est de type climat océanique dégradé des plaines du Centre et du Nord, selon une étude du Centre national de la recherche scientifique s'appuyant sur une série de données couvrant la période 1971-2000. En 2020, Météo-France publie une typologie des climats de la France métropolitaine dans laquelle la commune est dans une zone de transition entre le climat semi-continental et le climat de montagne et est dans une zone de transition entre les régions climatiques « Bourgogne, vallée de la Saône » et « Nord-est du Massif Central ». 
Pour la période 1971-2000, la température annuelle moyenne est de 11,4 °C, avec une amplitude thermique annuelle de 17,7 °C. Le cumul annuel moyen de précipitations est de 844 mm, avec 9,5 jours de précipitations en janvier et 6,8 jours en juillet. Pour la période 1991-2020, la température moyenne annuelle observée sur la station météorologique de Météo-France la plus proche, « Lyon-Bron », sur la commune de Bron à 12 km à vol d'oiseau, est de 13,0 °C et le cumul annuel moyen de précipitations est de 820,8 mm,. Pour l'avenir, les paramètres climatiques de la commune estimés pour 2050 selon différents scénarios d'émission de gaz à effet de serre sont consultables sur un site dédié publié par Météo-France en novembre 2022.

## Urbanisme

### Typologie
Au 1er janvier 2024, Saint-Didier-au-Mont-d'Or est catégorisée grand centre urbain, selon la nouvelle grille communale de densité à sept niveaux définie par l'Insee en 2022.
Elle appartient à l'unité urbaine de Lyon, une agglomération inter-départementale regroupant 123  communes, dont elle est une commune de la banlieue,,. Par ailleurs la commune fait partie de l'aire d'attraction de Lyon, dont elle est une commune du pôle principal,. Cette aire, qui regroupe 397 communes, est catégorisée dans les aires de 700 000 habitants ou plus (hors Paris),.

### Occupation des sols
L'occupation des sols de la commune, telle qu'elle ressort de la base de données européenne d’occupation biophysique des sols Corine Land Cover (CLC), est marquée par l'importance des territoires artificialisés (68,4 % en 2018), en augmentation par rapport à 1990 (56,1 %). La répartition détaillée en 2018 est la suivante : 
zones urbanisées (56,8 %), zones agricoles hétérogènes (19,3 %), espaces verts artificialisés, non agricoles (11,6 %), forêts (7,5 %), prairies (4,7 %). L'évolution de l’occupation des sols de la commune et de ses infrastructures peut être observée sur les différentes représentations cartographiques du territoire : la carte de Cassini (XVIIIe siècle), la carte d'état-major (1820-1866) et les cartes ou photos aériennes de l'IGN pour la période actuelle (1950 à aujourd'hui).

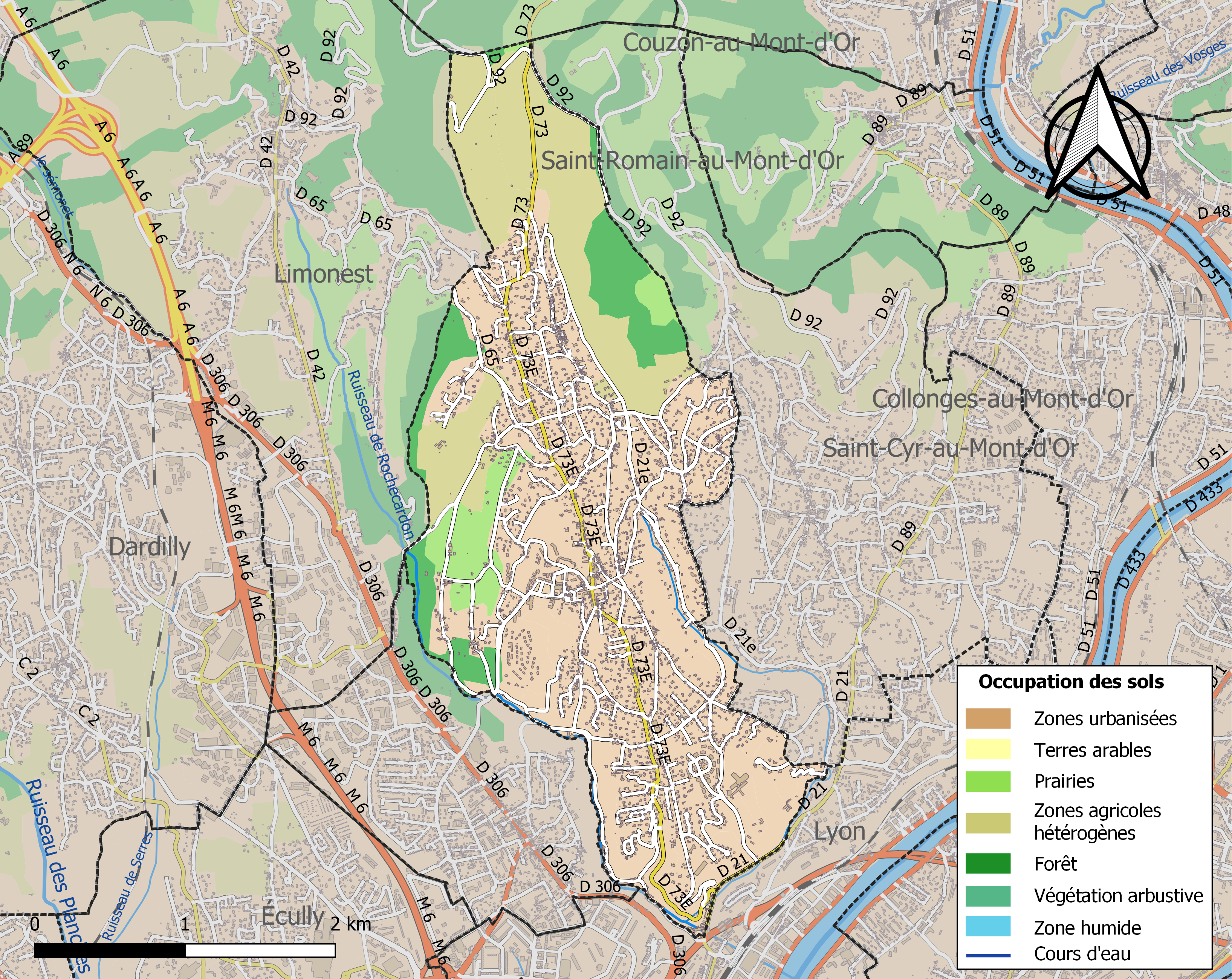
Carte des infrastructures et de l'occupation des sols de la commune en 2018 (CLC).

## Histoire

### Toponymie
La commune porte le nom de Saint Didier, qui fut évêque de Vienne (Isère) entre 596 et approximativement 608.

### Moyen Âge

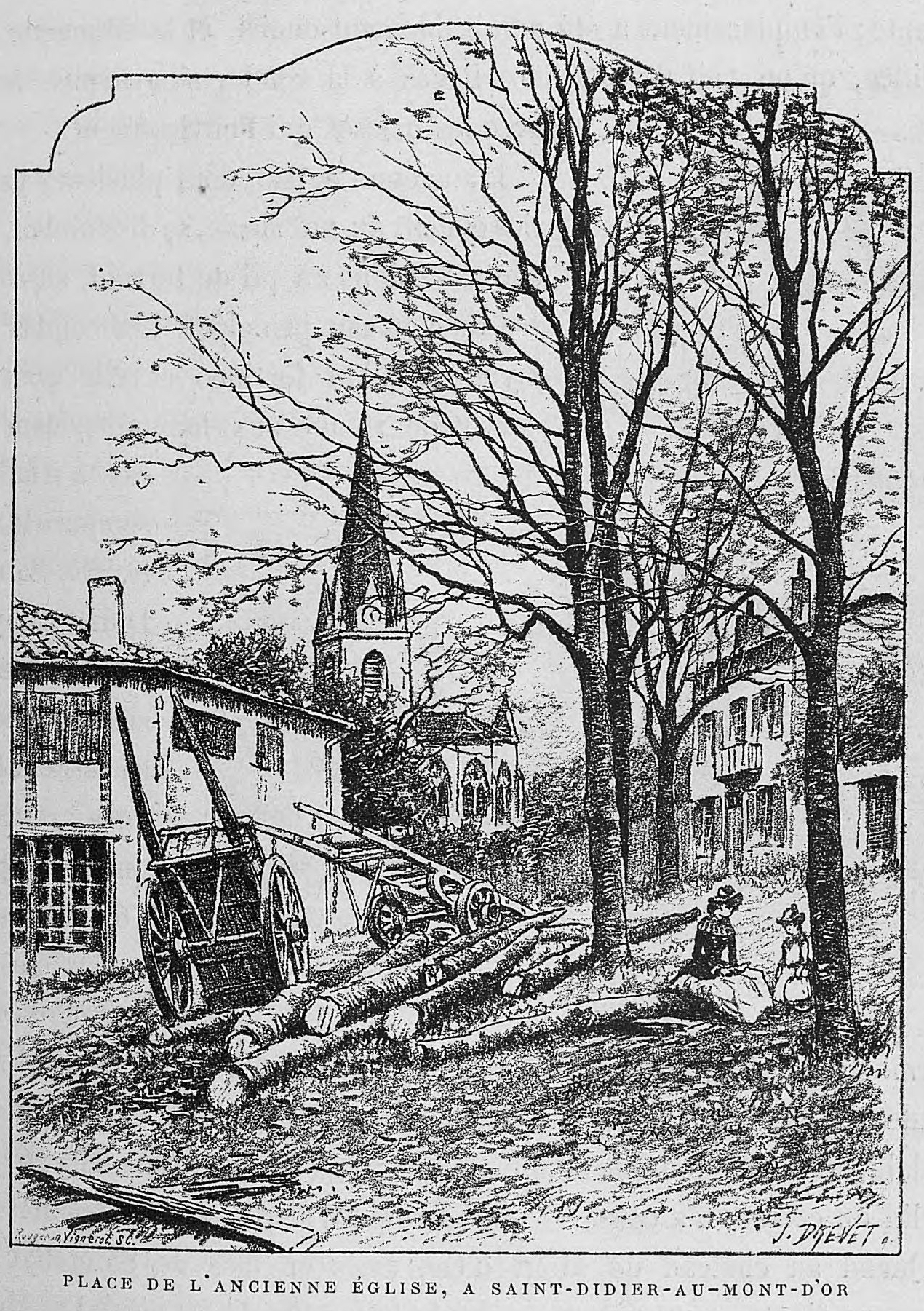
Place de l'ancienne église illustrée par Joannès Drevet.

En 1381 : fortification de l'ancienne église de St-Didier. Les habitants n'ont plus besoin de se protéger au château de Saint-Cyr.

### Époque moderne
Le XVIe siècle voit l'ouverture des grandes carrières du côté sud-est de St Fortunat et l'arrivée dans la commune des artisans italiens introduits en France par François Ier à la suite des guerres transalpines. Des pierres de St-Fortunat servirent à la construction de certains édifices lyonnais.
En 1590, pendant les guerres de religion, Saint-Didier est pillé et incendié par les troupes protestantes. Ainsi disparurent les anciennes archives de la paroisse.

### Révolution française
Au cours de la Révolution française, la commune porte provisoirement le nom de Simoneau-au-Mont-d'Or.

### LeXIXesiècle
La commune a été divisée par une loi du 30 décembre 1900 pour créer celle de Champagne-au-Mont-d'Or.

### LeXXIesiècle
Le Grand Lyon disparaît le 1er janvier 2015, et laisse place à la collectivité territoriale de la métropole de Lyon.

## Héraldique
| Armes | Les armes de Saint-Didier-au-Mont-d'Or se blasonnent ainsi : D'hermine à la bande de gueules chargée d'un dextrochère armé d'argent mouvant du bord dextre de la bande, tenant un huchet du même. |

## Politique et administration

### Tendances politiques et résultats
La ville a voté lors des élections législatives de 2022, principalement pour Ensemble (45%) et pour Les Républicains (22%). La NUPES a obtenu 12%, Reconquête et le RN environ 8%.

Ensemble est arrivé très largement en tête au second tour (83%) face à la NUPES (17%).

### Intercommunalité
La commune est membre du syndicat mixte Plaines Monts d'Or.

## Population et société

### Démographie
L'évolution du nombre d'habitants est connue à travers les recensements de la population effectués dans la commune depuis 1793. Pour les communes de moins de 10 000 habitants, une enquête de recensement portant sur toute la population est réalisée tous les cinq ans, les populations de référence des années intermédiaires étant quant à elles estimées par interpolation ou extrapolation. Pour la commune, le premier recensement exhaustif entrant dans le cadre du nouveau dispositif a été réalisé en 2006.

En 2022, la commune comptait 7 405 habitants, en évolution de +11,35 % par rapport à 2016 (Rhône : +3,93 %, France hors Mayotte : +2,11 %).
| 1793  | 1800  | 1806  | 1821  | 1831  | 1836  | 1841  | 1846  | 1851  |
| ----- | ----- | ----- | ----- | ----- | ----- | ----- | ----- | ----- |
| 2 000 | 1 585 | 1 804 | 1 667 | 1 833 | 1 839 | 1 955 | 2 076 | 2 127 |

| 1856  | 1861  | 1866  | 1872  | 1876  | 1881  | 1886  | 1891  | 1896  |
| ----- | ----- | ----- | ----- | ----- | ----- | ----- | ----- | ----- |
| 2 188 | 2 281 | 2 295 | 2 295 | 2 326 | 2 501 | 2 710 | 2 476 | 2 566 |

| 1901  | 1906  | 1911  | 1921  | 1926  | 1931  | 1936  | 1946  | 1954  |
| ----- | ----- | ----- | ----- | ----- | ----- | ----- | ----- | ----- |
| 1 906 | 1 553 | 1 517 | 1 583 | 2 021 | 2 450 | 2 240 | 2 534 | 3 240 |

| 1962  | 1968  | 1975  | 1982  | 1990  | 1999  | 2006  | 2011  | 2016  |
| ----- | ----- | ----- | ----- | ----- | ----- | ----- | ----- | ----- |
| 3 475 | 3 872 | 4 648 | 5 115 | 5 967 | 6 154 | 6 340 | 6 411 | 6 650 |

| 2021  | 2022  | - | - | - | - | - | - | - |
| ----- | ----- | - | - | - | - | - | - | - |
| 7 265 | 7 405 | - | - | - | - | - | - | - |

### Enseignement
Saint-Didier-au-Mont-d'Or est située dans l'académie de Lyon. La commune possède deux écoles primaire et maternelle ainsi que le collège privé Chevreul-Fromente, membre de l'Union générale des écoles Chevreul.

### Manifestations culturelles et festivités
La calendrier des manifestations et festivités est rythmé par les deux bourses aux vêtements au printemps et en automne organisées par l’association des familles à la salle des fêtes ; et également au mois de mai par la vogue de la saint Didier du 23 mai célébrant le saint patron de la commune place Louis-Pradel. Puis viennent « les Nuits de Saint-Didier » en juin, un festival de variétés, d'humour, et de musique sur trois jours. C'est la rentrée de septembre qui concentre le plus d'évènements avec la fête patronale de saint Fortunat à Saint-Fortunat les premiers jours de septembre avant la rentrée scolaire, puis un samedi du début du mois le forum des associations qui permet de rencontrer les principales associations de la commune. Enfin, deux évènements sont organisés ce même mois par l'association Vivre Saint-Fortunat, une soirée musicale dans la chapelle et une exposition de peintures et de sculptures.

### Jumelages
La commune entretient des accords de coopération avec :
- Campagnano di Roma (Italie) depuis 2012

### Sports
Saint-Didier-au-Mont-d'Or possède aujourd'hui un city stade, qui permet aux personnes de tout âge de pratiquer le football ou le basket.

## Économie

### Revenus de la population et fiscalité
En 2010, le revenu fiscal médian par ménage était de 60 585 € ce qui plaçait Saint-Didier-au-Mont-d'Or au 35e rang parmi les 31 525 communes de plus de 39 ménages en métropole.

## Lieux et monuments
- Église Notre-Dame de Saint-Didier.
- Le Vieux Bourg est dominé par le château de Fromente.
- Le château du Mont d'Or borde l'avenue Pasteur.
- Le château Mouterde domine le vallon de Rochecardon.
- Le château de Saint-André du Coing est blotti dans un vallon, à proximité de Limonest.

Dans l'est de la commune, le hameau de Saint-Fortunat est un ancien village de carriers situé sur une crête et constitué de maisons anciennes en pierres jaunes, connues sous le nom de « pierre de Couzon » ou de « pierre dorée du Beaujolais ». La Maison des Carriers, qui abrite aujourd'hui la Bibliothèque de Saint-Fortunat, y présente quelques éléments de l'histoire locale. La plupart des carrières ont été comblées et ne sont plus accessibles.
La chapelle gothique de Saint-Fortunat est partiellement inscrite aux monuments historiques depuis 1980. Sa façade a été réalignée sur la rue au XIXe siècle. Entre la nef unique et le chœur se trouve une poutre de gloire en métal.

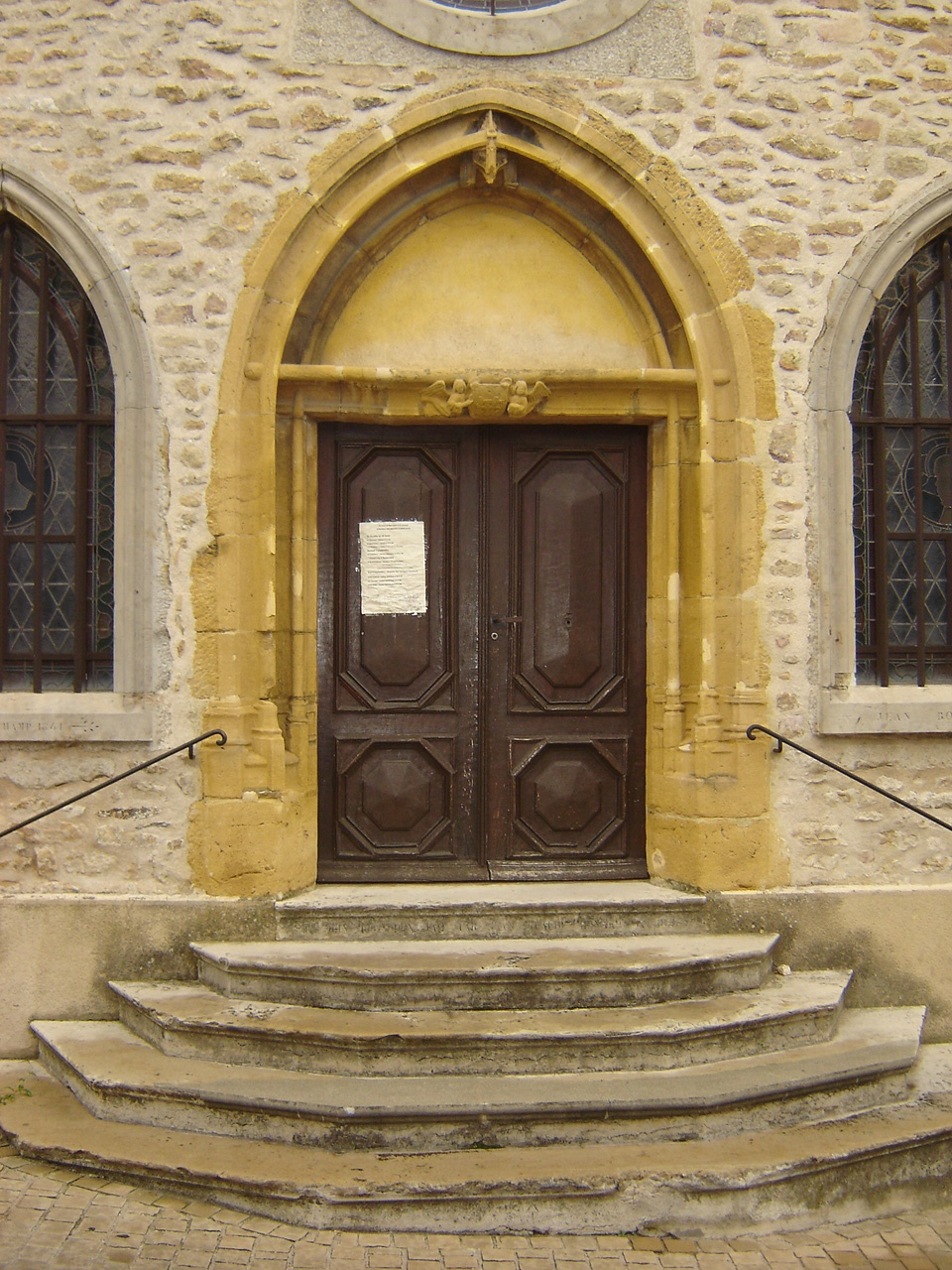
Porte de la chapelle Saint-Fortunat (XIVe-XVe siècle).
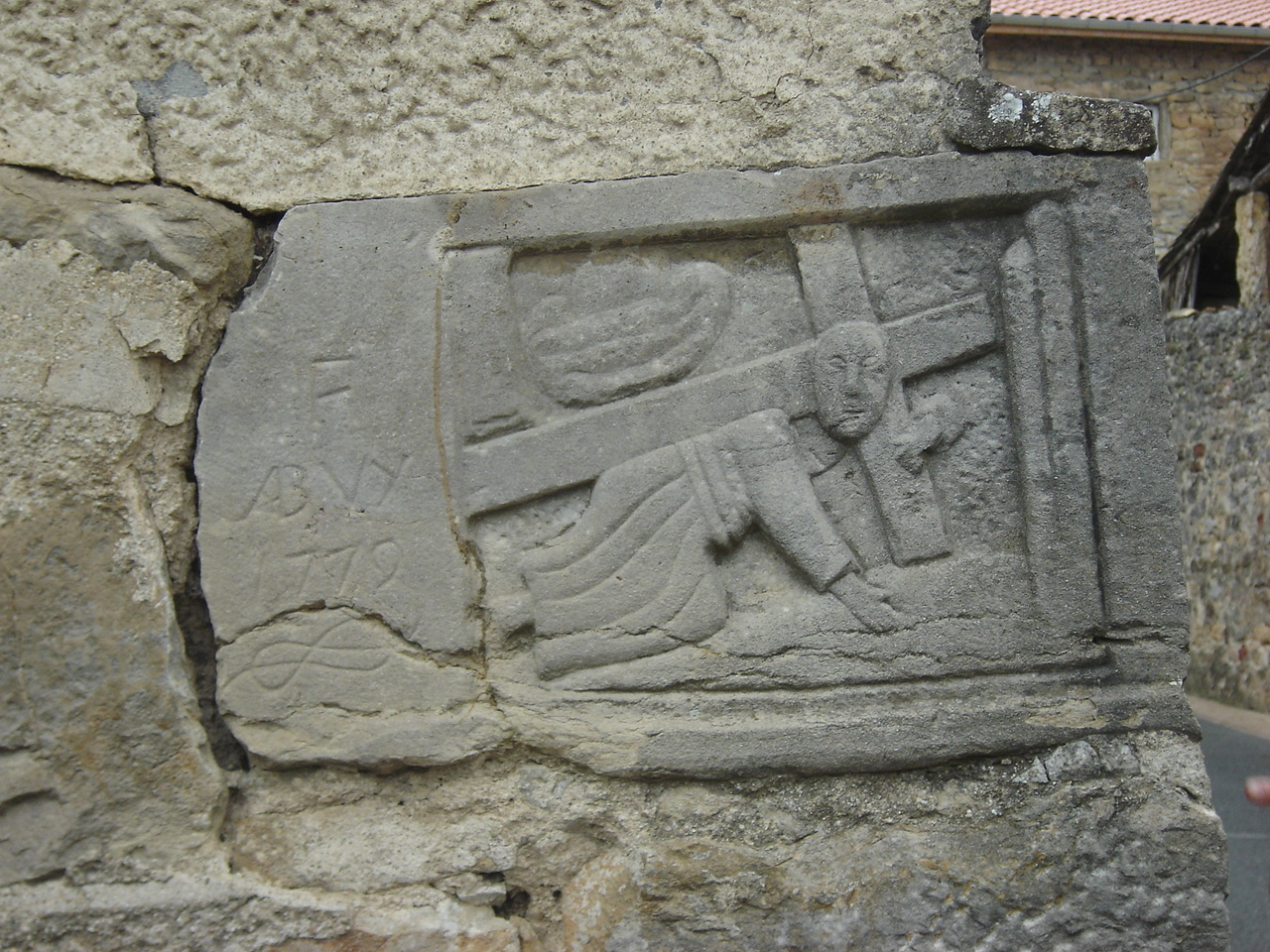
Portement de Croix (9e station), André Buy (1762-1839), 1779.
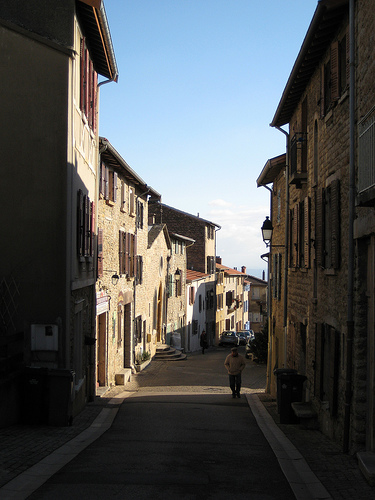
Rue principale de Saint-Fortunat.
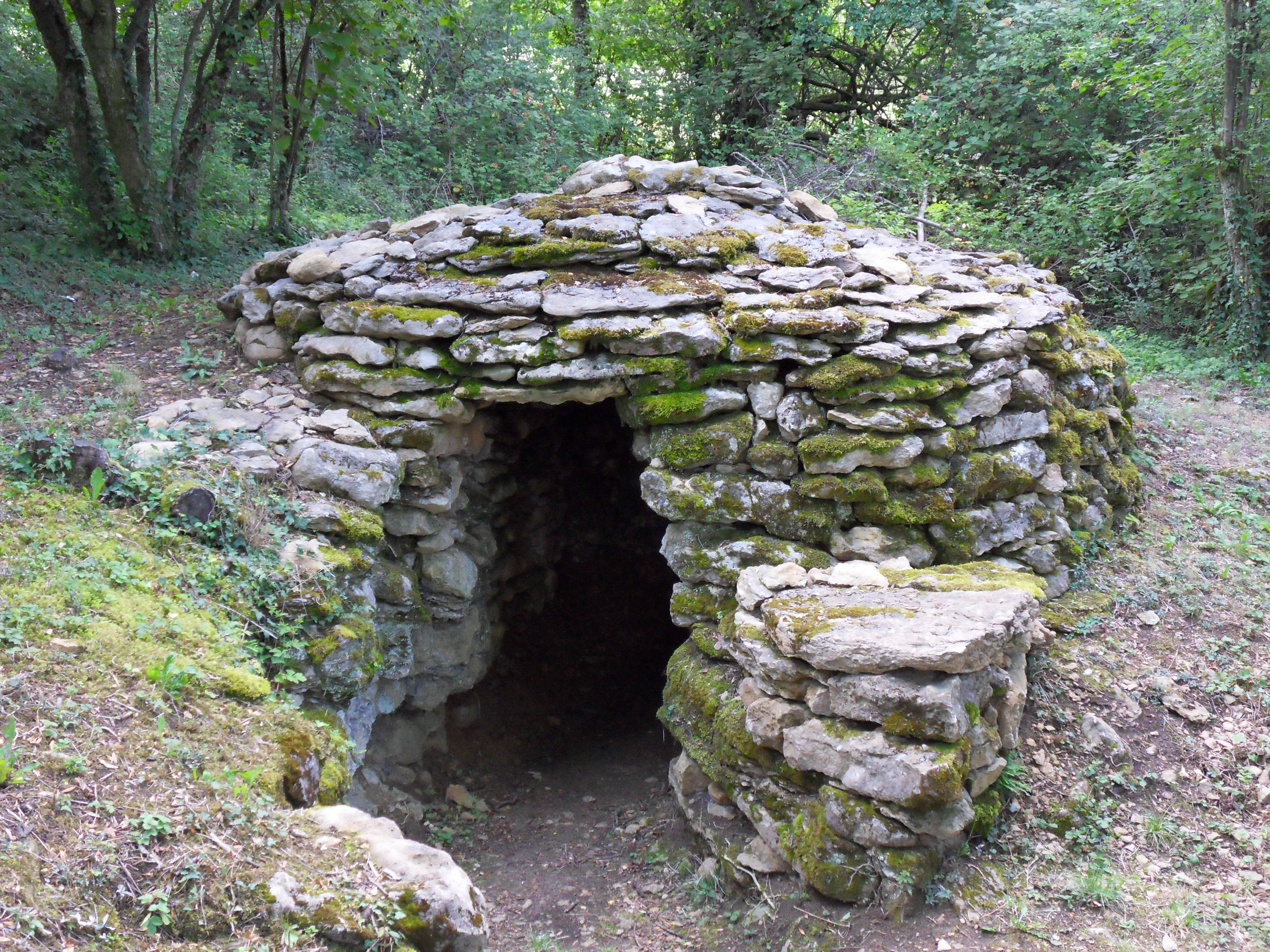
Une caborne à Saint-Didier-au-Mont-d'Or.
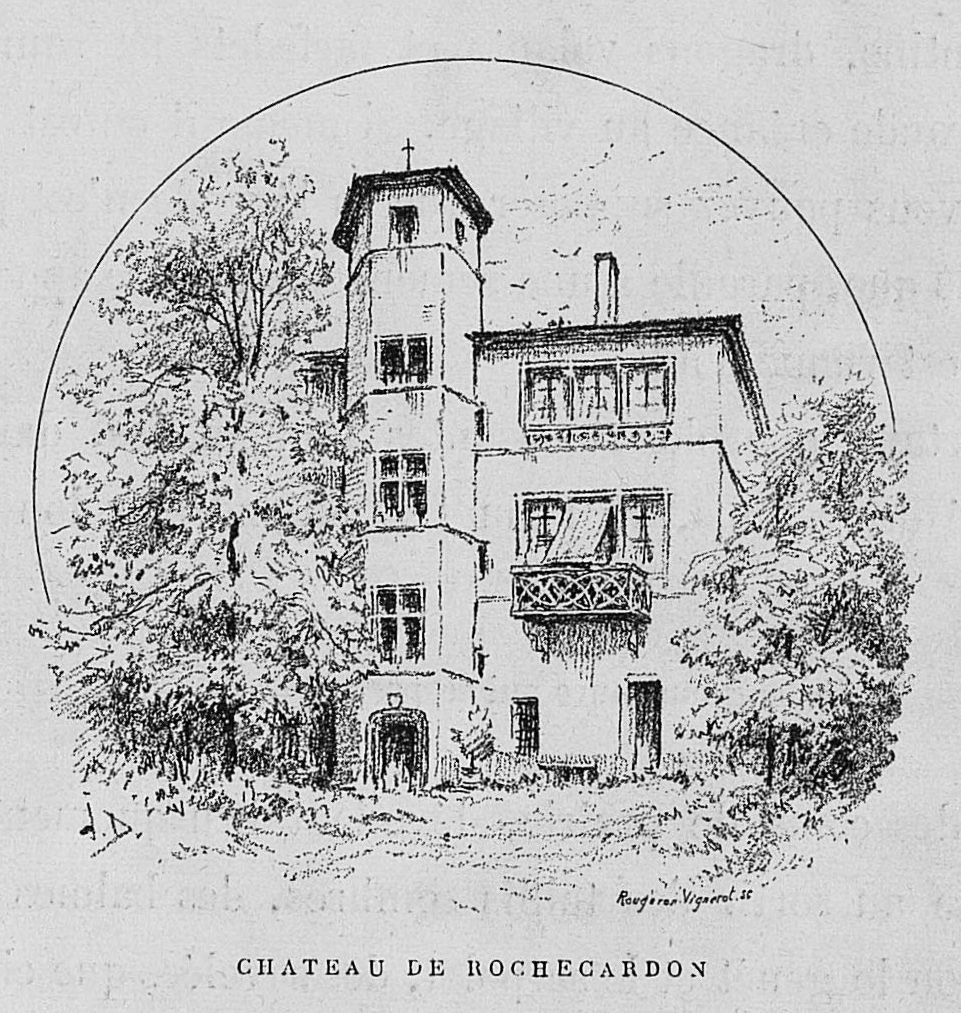
Le château de Rochecardon illustré par Joannès Drevet.

À proximité, au lieu-dit « les Essarts », a été aménagé un sentier des cabornes permettant de découvrir ces petites constructions en pierre sèche datant pour la plupart du XIXe siècle.
À l'ouest de la commune, le vallon de Rochecardon est l'une des dernières zones vertes à proximité de Lyon. Il possède un sentier de découvertes botaniques et zoologiques. On y trouve le Château de Rochecardon.

## Personnalités liées à la commune
- Laurent Bonnevay, ancien Député du Rhône, né en 1870 à Saint-Didier-au-Mont d'Or. Décédé en 1957, il est inhumé au cimetière de la commune.
- Jean Panzani (1911-2003), fondateur de la marque Panzani, décédé à Saint-Didier-au-Mont-d'Or.